# ستيفاني من هوهنتسولرن سيغمارينغن
ستيفاني من هوهنتسولرن-سيغمارينغن (بالبرتغالية: Estefânia‏) (15 يوليو 1837 - 17 يوليو 1859) هي ملكة البرتغال القرينة بزواجها من بيدرو الخامس.

## الأسرة
ولدت ستيفاني في عام 1837، وهي ابنة كارل أنتوني، أمير هوهنتسولرن-سيغمارينغن وجوزفين من بادن، جدها من والدتها هو كارل لودفيغ فريدرخ دوق بادن الأكبر.
أيضا هي الشقيقة الصغرى للأمير ليوبولد من هوهنتسولرن والكبرى لـ كارول الأول ملك رومانيا، وأيضا هي خالة ألبير الأول ملك بلجيكا وعمة فرديناند الأول ملك رومانيا.

## الزواج

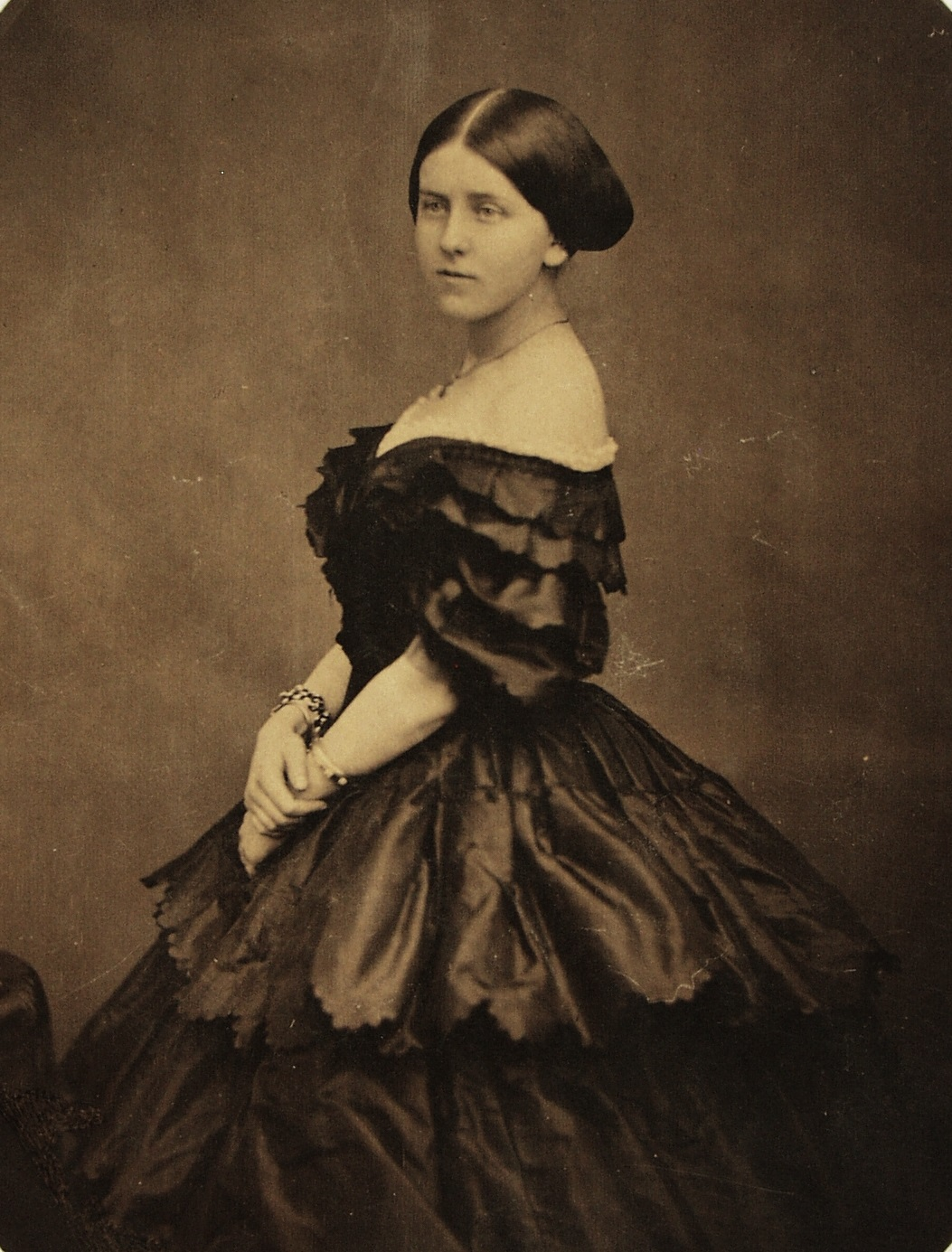
أول صورة فوتوغرافية للملكة

ستيفاني تزوجت بيدرو الخامس ملك البرتغال من قبل وكيل في 29 أبريل 1858 في كاتدرائية القديس هيدفيغ في برلين، وبعد موافقة شقيقها الأكبر ليوبولد على العريس، أصبحت متزوجة شخصياً منه في 18 مايو 1858 في كنيسة القديس دومينيك بـ لشبونة، كان كليهما في الحادية والعشرين في العمر، إلا أنها مرضت بـ الدفتيريا وتوفيت في وقت لاحق بعد مرور سنة من زواجهما تقريباً، في لشبونة بـ سن 22، خلال فترتها القصيرة كملكة، قامت بإنشاء المستشفيات، والتي حملت اسمها.
لم يكن لديها أبناء من هذا الزواج، دفنت في البانثيون براغانزا داخل دير ساو فيسنتي دي فورا في لشبونة.
بيدرو لم يتزوج مرة أخرى، وتوفي هو الآخر بسبب الكوليرا في 11 تشرين الثاني 1861، وخَلَفَه شقيقه الأصغر لويس.